# Giuseppe Carlo Ferrari
Giuseppe Carlo Ferrari (Modena, 30 ottobre 1910 – 29 gennaio 1987) è stato un calciatore e allenatore di calcio italiano, di ruolo attaccante.
Era conosciuto come Ferrari I per distinguerlo dall'omonimo compagno di squadra nel Genova 1893 nelle stagioni 1932-1933 e 1933-1934 Giuseppe Ferrari, che era chiamato Ferrari II, e dall'omonimo compagno di squadra nella Cremonese nella stagione 1938-1939 Umberto Ferrari, che era chiamato Ferrari III.

## Carriera

### Calciatore
Iniziò la carriera nel Modena, con cui esordì in massima serie nella stagione 1928-1929. L'esordio in Serie A è datato 7 dicembre 1930, nella vittoria casalinga dei gialloblu per 4-1 contro il Legnano.
Nel 1931 passa al Catanzaro, club con cui ottiene il nono posto del Girone F della Prima Divisione 1931-1932.
Nel 1932 passa al Genova 1893 con cui esordisce nella Serie A 1932-1933 il 18 settembre nella vittoria casalinga per 4-0 contro la Triestina. La stagione seguente retrocede in cadetteria che la società genovese vince tornando subito in massima serie. È sempre con i rossoblu nella stagione 1936-1937, quando il club vince la Coppa Italia senza che Ferrari vi disputi alcun incontro.
La stagione seguente passa all'Atalanta, club con cui retrocede in cadetteria pur senza mai scendere in campo in partite ufficiali.
Nella stagione 1938-1939 gioca in Serie C, alla Cremonese con cui raggiunge il secondo posto del Girone B, a due punti dalla Reggiana.
Nel 1939, dopo essere stato tesserato dalla Lazio senza mai però esordire in maglia biancoceleste, torna a giocare con il Modena in Serie A, retrocedendo al termine della stagione.
Nel 1940 passa al Parma, con cui raggiunge il secondo posto del Girone B della Serie C 1941-1942 ed il secondo nel Girone B finale nella stagione seguente, che avrebbe dato accesso alla Serie B ma venne annullato per un illecito sportivo.

### Allenatore
Allenò nel secondo dopoguerra il Parma per due stagioni non consecutive.

## Dopo il ritiro
Negli anni cinquanta, alcuni anni dopo il ritiro dall'attività agonistica, emigra in Venezuela.

## Palmarès

### Club

#### Competizioni nazionali
- Serie C: 1

Parma: 1942-1943
- Campionato italiano di Serie B: 1

Genova 1893: 1934-1935
- Coppa Italia: 1

Genova 1893: 1936-1937